# Levasseur PL 14
Le Levasseur PL 14 est un hydravion de torpillage construit par Levasseur et utilisé par l’Aéronavale dans les années 1930.

## Développement

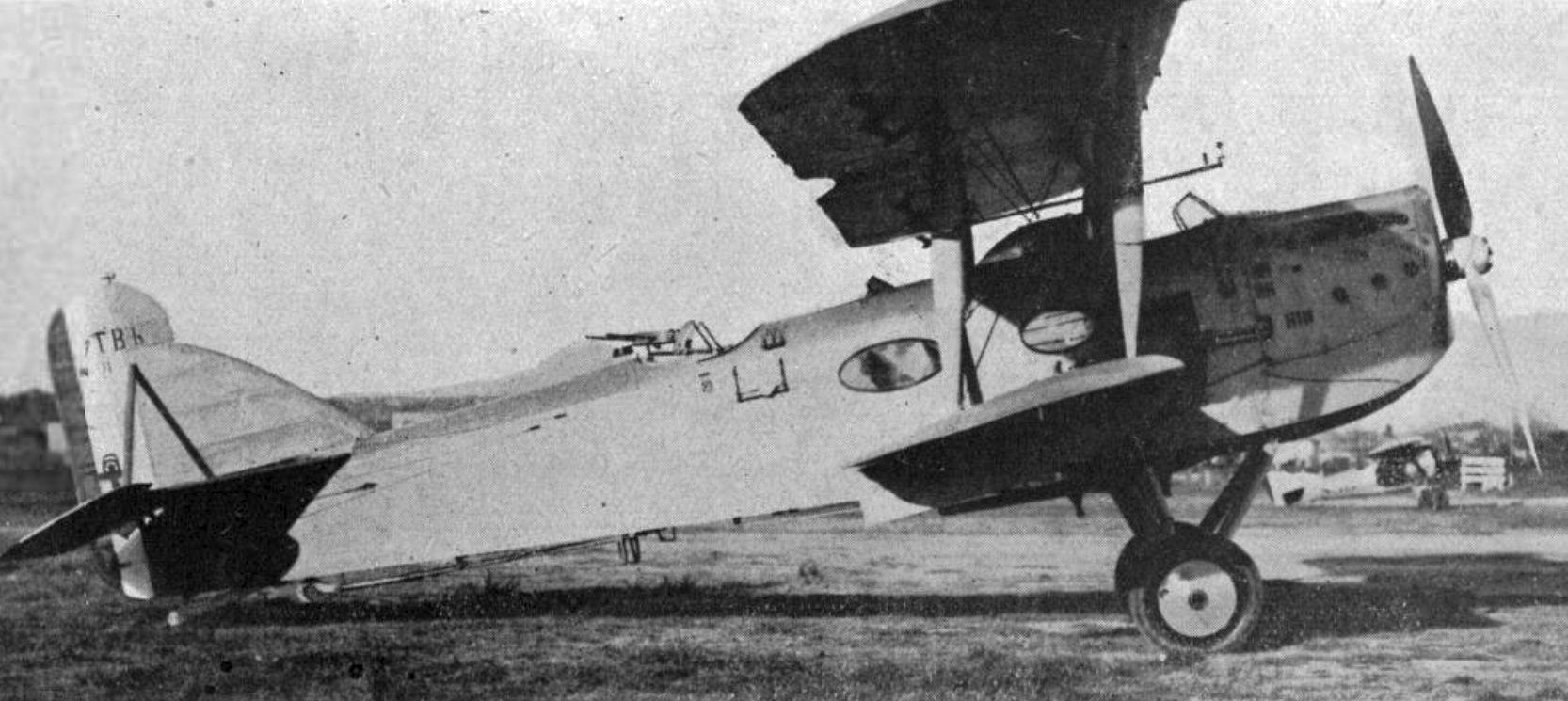
Un levasseur PL 14 modifié avec un train d’atterrissage classique.

Le PL 14 est une version à flotteur du PL 7, développée dans les années 1920 pour l’Aéronavale. Par la suite, certains des PL 14 en service seront modifiés avec un train d’atterrissage, pour remplacer provisoirement les PL 7 qui étaient alors interdits de vol à la suite de nombreux accidents.
Il est motorisé par Hispano-Suiza et son moteur 12Nb de 12 cylindres en V produisant 650 chevaux. Il emporte une mitrailleuse arrière de 7,7 mm, et peut porter une torpille de 450 mm.

## Utilisation

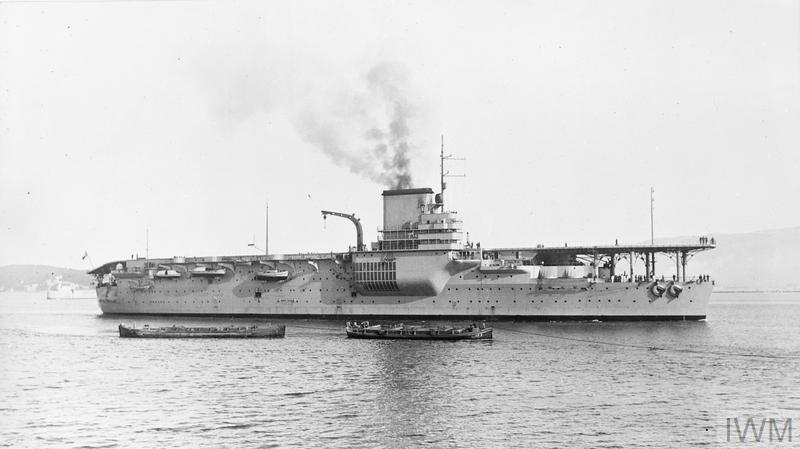
Le porte-avion Béarn sur lequel ont servi les PL 14 modifiés.

Le PL 14 est uniquement utilisé par l’Aéronavale française, qui recevra 30 exemplaires. 
Lorsque le PL 7 est interdit de vol en 1931, des PL 14 sont équipés de trains conventionnels pour pouvoir les remplacer à bord du Béarn. Après le retour en service des PL 7, quatre PL 14 sont restés à bord du Béarn de 1935 à 1937.
En septembre 1939, six PL 14 sont encore utilisé par l’Aéronavale dans l’escadrille 2S3 de Lanvéoc-Poulmic aux côtés de PL 10, et ce jusqu’en 1940, avant que l’unité soit dissoute lors de l’armisstice.